# Coryanthes gomezii
Coryanthes gomezii är en orkidéart som beskrevs av Gustavo Adolfo Romero och Günter Gerlach. Coryanthes gomezii ingår i släktet Coryanthes, och familjen orkidéer. Inga underarter finns listade i Catalogue of Life.